# Agrammatisme
L'agrammatisme est un trouble du langage qui concerne essentiellement la capacité à produire des énoncés corrects sur le plan grammatical ou syntaxique. Dans ses formes les plus sévères, il induit une production verbale dite « télégraphique» d'où les marqueurs grammaticaux ou syntaxiques sont absents. C'est une des manifestations possibles de certaines aphasies en particulier de l'aphasie primaire progressive de type non fluente et de l'aphasie de Broca.
L'agrammatisme est une forme de dysfluence, c'est-à-dire qu'il induit une rupture dans ce qui est considéré comme le flux normal du discours d'un locuteur.  
Il ne s'agit pas d'un trouble développemental : il survient chez des sujets ayant déjà acquis le langage et s'observe en particulier à la suite d'un AVC, un trauma crânien, une maladie neurodégénérative, une tumeur ou plus rarement une infection. 
En production, le sujet se trouve dans l'incapacité de structurer des phrases grammaticalement correctes, et produit des énoncés fautifs ou lacunaires. En réception, le sujet peut éprouver des difficultés à comprendre certaines tournures grammaticalement complexes, même si elles semblent simples au niveau lexical. Ainsi, les tournures passives sont difficilement compréhensibles lorsque la grammaire est défaillante, puisque l'ordre des mots diffère des relations prédicatives habituelles.

## Historique
Les premières observations de cas d'agrammatisme ont eu lieu à la fin du XIXe siècle et au début XXe, par exemple par Jules Dejerine en 1914. 
En 1878, Küssmaul, contemporain de Carl Wernicke, décrit l'agrammatisme comme la « perturbation de l'arrangement des mots » et évoque également le concept d'« akataphasie », perturbation des flexions morphologiques.

## Manifestations
Ce trouble peut se rencontrer soit dans le langage oral, soit dans le langage écrit, et plus fréquemment il est présent à la fois dans le langage oral et écrit. 
Le discours agrammatique dévie de la norme à la fois en termes quantitatifs et qualitatifs.   

### En production
Le locuteur peut sembler faire une juxtaposition de mots-clefs, produire des énoncés qui ne possèdent pas de pronoms, ou de déterminants, ou de verbes conjugués par exemple.  
La production langagière d'un patient agrammatique dans ses formes graves, a été décrite comme « un style télégraphique » (expression de Pick en 1913, reprises de nombreuses fois depuis). Sur le plan grammatical, les descriptions classiques de l'agrammatisme mettent l'accent sur les 5 grandes anomalies suivantes :   
1. la délétion des morphèmes grammaticaux libres (prépositions, pronoms, auxiliaires verbaux),
2. la réduction de l'usage des verbes,
3. la perte des inflexions verbales et une tendance à leur substituer des formes infinitives,
4. la perte de l'accord pour le nombre et le genre,
5. la perte de la déclinaison avec une tendance à l'emploi abusif du nominatif au détriment de cas plus complexes[4].

Toutefois, la recherche souligne maintenant que tous les marqueurs grammaticaux ne sont pas affectés de la même manière chez tous les patients. En particulier, il est aujourd'hui bien admis qu'alors que l'accord des verbes en genre et nombre est souvent préservé, ce n'est pas le cas des marqueurs de temps sur les verbes, qui semblent plus fragiles. Cette caractéristique est aujourd'hui bien décrite de nombreuses langues.   
Au total, le discours se caractérise donc par : 
- une réduction du débit de la parole ;
- des omissions de certains types de mots (les mots grammaticaux sont particulièrement touchés) ;
- des substitutions de mots lexicaux ou de morphèmes grammaticaux ;
- des déplacements de mots ;
- ou plus rarement des ajouts.

Il faut distinguer l'agrammatisme à prédominance morphologique (où l'ordre des mots est plutôt bien conservé) et l'agrammatisme à prédominance syntaxique (où les procédés morphologiques sont mieux conservés).

### En réception
Indépendamment de la présence ou non de symptômes en production, le locuteur agrammatique peut également peiner à la compréhension d'énoncés grammaticalement complexes, tels que les phrases à la voie passive. Cette caractéristique contraste avec l'absence de difficultés dans la compréhension des mots lexicaux et des phrases simples, de sorte que les difficultés de compréhension peuvent n'avoir qu'un faible impact sur le quotidien, en comparaison avec les difficultés de production qui sont plus handicapantes.

### Variabilité des symptômes
Toutefois, ces tentatives de classification ne doivent pas masquer l'extrême variabilité des symptômes, qui diffèrent à plusieurs niveaux : 
- variation inter-individuelle : d'un individu à l'autre, les traits morphologiques atteints sont très variables.
- variation intra-individuelle : pour le même individu, les difficultés varient d'un énoncé à l'autre, ou d'une production à une autre.
- variation à l'intérieur de la classe des items omis : ainsi, si les flexions grammaticales verbales sont touchées, il est possible que certaines d'entre elles soient plus touchées que d'autre (le -ing ou le -ed en anglais, par exemple, peuvent être touchés différemment).

## Agrammatisme et sciences du langage
L'interprétation classique de l'agrammatisme propose de le concevoir comme une stratégie de compensation plutôt que comme un handicap langagier. Il s'agit d'une hypothèse reposant essentiellement sur l'apraxie du langage souvent associée à l'agrammatisme : le patient peine à trouver ses mots alors même qu'il sait ce qu'il veut dire : il a donc tendance à limiter le nombre de mots qu'il utilise afin de concentrer ses ressources sur les mots porteurs de sens. Cette hypothèse classique se heurte néanmoins à plusieurs difficultés. Tout d'abord, elle n'explique pas la présence de troubles de la compréhension que l'on observe fréquemment dans l'agrammatisme. Par ailleurs, dans les aphasies primaires de type non fluentes, il existe des formes à prédominance d'« apraxie du langage », d'autres où l'agrammatisme prédomine et, pour finir il existe des formes mixtes, à cheval sur ces deux profils. Néanmoins, dans les formes mixtes et les formes agrammatiques, les profils d'agrammatisme étaient similaires ce qui semble prouver que ce trouble est largement indépendant de la sévérité du manque du mot et un syndrome en soi. De ce fait, les recherches récentes sur l'agrammatisme se sont attachées à rendre compte de l'agrammatisme à travers des modèles linguistiques afin de rendre compte de la spécificité des troubles rencontrés et des profils préférentiels de l'atteinte grammaticale et syntaxique.
L'étude de cette pathologie langagière peut permettre une meilleure compréhension du fonctionnement du langage, et intéresse ainsi en premier lieu la neurolinguistique, ainsi que la neuropsycholinguistique. En effet, mieux comprendre comment tels ou tels morphèmes sont affectés simultanément ou séparément permet d'améliorer la compréhension du fonctionnement de la langue ou du langage, suivant le procédé dit des doubles dissociations explicité par Hans-Lukas Teuber. De plus, la nature des erreurs chez les patients agrammatiques dépend du fonctionnement grammatical de leur langue, et de l'importance relative de certains morphèmes ou marqueurs grammaticaux.
Par exemple, il existe un débat non résolu pour savoir si tous les temps verbaux sont également touchés. En production, il semble admis que les temps du passé sont fréquemment atteints. Cependant, il a été noté qu'en anglais et en turc, les temps du présent et du futur sont davantage préservés, alors qu'en chinois, ceux-ci semblent également sévèrement atteints. En réception, dans de nombreuses langues, la compréhension du passé est sévèrement touchée.